# 2-甲氧基雌二醇
2-甲氧基雌二醇（英語：2-Methoxyestradiol，缩写2-ME2或2-MeO-E2）是一种雌二醇（E2）和2-羟基雌二醇（2-OHE2）的天然代謝產物，可看作是儿茶酚雌激素2-羟基雌二醇的2-O-甲基醚。2-甲氧基雌二醇是一种血管新生抑制剂。
研究表明2-甲氧基雌二醇会诱发G2/M周期停滞、细胞凋亡和甲状腺滤泡破坏。这一过程会导致甲状腺抗原的释放，这可能在女性甲状腺自身抗体和自身免疫性甲状腺疾病的高发病率中发挥作用。